# Inge Westin
Ingiald (Inge) Henrik Westin, född 4 december 1901 i Göteborg, död 27 december 1984 i Stockholm, var en svensk inredningsarkitekt.
Westin, som var son till advokat Karl Egron Westin och Thorborg Carlson, studerade vid Uppsala universitet samt bedrev tekniska och konstnärliga studier i Stockholm och Paris. Han grundade och var chef för inredningsfirman Domus i Stockholm 1931–1946 (i firman verkade även hustrun Marianne Westin, dotter till Georg Stjernstedt, 1905–1997) samt var inredningsarkitekt vid Stockholms Enskilda Bank och närstående företag från 1946. Han deltog i utställningar i Sverige och utlandet.